# The Open Network
The Open Network (traducido literalmente como La red abierta, también llamado TON Blockchain) es un sistema de cadena de bloques creado originalmente por el fundador de Telegram, Nikolái Dúrov. Inicialmente la organización Telegram estuvo a cargo de su desarrollo para posteriormente independizarse por la Fundación TON. La plataforma que ofrece servicio de aplicaciones está construida sobre Ethereum, y es compatible con cualquiera creada desde ella.
Debido a los problemas legales la organización anunció en mayo de 2020 su discontinuación junto a su criptomoneda Gram. En su lugar y para evitar vinculación con la marca, el proyecto se renombró de Telegram Open Network a su nombre actual y presentó documentación para crear su propia cadena. También el ahora llamado NewTon se encargaría el completo control de Open Network. En 2021 se renombró a su criptomoneda de Gram a Toncoin.

## Historia
En 2015 el creador de Telegram Pável Dúrov comentó su intención de crear una infraestructura P2P para evadir la censura de Internet.
A finales de 2017 varios medios como TechCrunch y Forbes consiguieron un libro blanco filtrado de 132 páginas sobre una posible creación de Telegram Open Network (TON), una plataforma descentralizada basada en la tercera generación de cadena de bloques y aplica la prueba de participación. Esta plataforma permitirá la integración de terceros como el servicio de mensajería Telegram. Además, el antiguo empleado Antón Rósenberg señaló la existencia de un vídeo de presentación acerca de TON.
Durante 2017 se crearon Telegram Group Inc y TON Issuer Inc, empresas para la financiación de la plataforma. De lo que se conoce según The Next Web y Forbes de Rusia (16 de febrero de 2018) señalan que el objetivo inicial es recaudar 500 millones de dólares y que en el 2021 la organización Telegram dejaría gradualmente la administración de la plataforma y renombraría la organización a The Open Foundation. La primera característica anunciada es Passport para la documentación real de sus usuarios, según Vedomosti, publicada oficialmente en mayo de 2018 sin relacionar directamente a TON.
La documentación generó controversia entre inversores por considerar a la organización como "arriesgada". Hubo casos de fraude al intentar crear sitios intermediarios falsos sobre Gram, su criptomoneda. Pese a ello, algunos de los inversores crearon un canal anónimo, TON Board, para confirmar o refutar eventos relacionados al desarrollo de la plataforma. Dúrov pidió a los usuarios de Twitter que informen cualquier intento de estafa con servicios no autorizados hasta su anuncio oficial.
En abril de 2018, CoinDesk reportó que se realizaron inversiones privadas sin inconvenientes mayores. Sin embargo, la organización no será anunciada públicamente hasta que la tecnología esté lista. De lo que se conoce públicamente en el informe de la web de la Comisión de Bolsa y Valores el asesoramiento fue de John Hyman, con la considerable participación de la empresa china The9 que adquirió 5.297 millones de tóquenes a 2.000 millones de dólares. Mientras tanto, el colaborador inversionista Alexander Filatov habló para Vedomosti que están elaborando una documentación para crear módulos en distintos lenguajes de programación para los servicios TON.
El contrato para los inversores, en que The New York Times tuvo acceso en agosto de 2019, confirma que la infraestructura debió estrenarse antes del 31 de octubre de este año. Si no se cumple la fecha, el propietario deberá devolver el dinero invertido. Sin embargo, el 24 de octubre de 2019 Forbes y RBC confirmaron que el límite se aplazó a 6 meses por motivos judiciales.
En febrero de 2019 Forbes reveló los planes para que los inversores realicen pruebas a la plataforma. En abril de 2019 RBC confirmó que TON alcanzó la siguiente etapa de desarrollo privado que "recibirá retrasos por la naturaleza del proyecto". Un mes después se presentó una versión preliminar de la plataforma mediante clientes ligeros.
En septiembre de 2019 se liberó el sitio web test.ton.org, con una documentación sobre el sistema por Nikolái Dúrov, y se liberó parte del código fuente de TON en Github. A finales de ese mes se realizó un concurso para corregir fallos en TON mediante el canal oficial @contest. El premio máximo es de 400 mil dólares. Durante la etapa de Testnet (red de pruebas) se permitió que los probadores consiguieran grams falsos para experimentar el servicio de sistema de pagos en los clientes de escritorio y móviles. Inversionistas declararon para el medio ruso The Bell que el avance está al 70% durante septiembre y que llevará una fase de prueba final para marzo de 2020. El medio Decrypt estima que existen 100 nodos para la red de pruebas en ese mes y que recibirán contratos inteligentes durante las pruebas de octubre de 2019.
En abril de 2020 Ton Labs, una empresa centrada en ofrecer herramientas de desarrollo, anunció un sistema operativo para facilitar la comunicación con la plataforma TON. Este será compatible con otras criptomonedas.

### Anuncio oficial
En enero de 2020 el equipo confirmó oficialmente el desarrollo de TON y aclaró que después de su lanzamiento del servicio y la publicación del código fuente el desarrollo sea cedido por terceros. La organización que continuará el desarrollo de la cadena de bloques sería la Fundación TON. En mayo de 2020 el proyecto deja de desarrollarse por la organización Telegram.
Con el cambio de denominación a The Open Network, en 2021 el medio ruso The Bell confirmó que es NewTon el equipo encargado de su desarrollo.

## Servicios
Entre los servicios descentralizados propuestos (DApps) para Telegram Open Network, inicialmente señalados en la documentación filtrada, son:
- TON Storage para almacenamiento
- TON Proxy para el sistema VPN
- TON Services para el desarrollo de aplicaciones de terceros, no habrá control sobre la creación por terceros[3]
- TON Payments para intercambio monetario, destacando a la criptomoneda Gram
- TON Sites para la creación de páginas web dentro a la red oscura y que llevan el protocolo ton:[44]
- TON Virtual Machine para la coordinación en la creación de contratos inteligentes por clientes de la plataforma[45]

### Máquinas virtuales
Durante su desarrollo se confirmó que la plataforma recurre al lenguaje ensamblador Fift para la comunicación entre máquinas virtuales similar a los nodos. Este lenguaje se basa en el veterano Forth. La base de datos dentro de la cadena TON se dividirá hasta 260 bloques fragmentados para facilitar la búsqueda de información. Las máquinas categorizadas como validadores tendrán la obligación de confirmar la autenticidad de los bloques, mientras que las demás máquinas llevan los roles menores de pescadores (fisherman), nominadores (nominator) y recopiladores (collator).
En febrero de 2020 se publicó una nueva documentación sobre Catchain, su algoritmo de consenso que identifica y comprueba el funcionamiento de las máquinas con ayuda de los validadores. El método reducirá la falla bizantina, en que intervienen nodos maliciosos en la cadena de bloques. El algoritmo también revisa las comunicaciones duplicadas en los bloques y rechaza cualquier máquina con intenciones de bifurcación dura.

### Sistema de transacciones económicas
Una de las propuestas extraídas del supuesto libro blanco es la elaboración de la criptomoneda Gram para competir directamente con WeChat. Un reportaje de agencia de noticias TASS estima que se emitiría inicialmente 5 mil millones de tóquenes o monedas virtuales. Además que soportará miles de transacciones por segundo. Sobre su nombre, proviene de solicitudes de la empresa matriz Telegram Messenger Inc. en la Unión Europea y los Estados Unidos a mediados de 2018. El último siendo una disputa legal con Lantah LLC.
Debido a que en su momento se trató de un sistema sin confirmar, fuentes de The Wall Street Journal de mayo de 2018 señalan que la criptomoneda ya no estará disponible para enfocarse a un nuevo sistema de servicios financieros, tipo Visa o MasterCard.  No obstante, acorde a uno de los desarrolladores de Telegram para Védomosti, el equipo está trabajando en Passaport para las gestiones bancarias y documentos en general.
Una entrevista de 2019, señala a TON como posible integración del servicio de transacciones e intercambio de divisa ruso Minter. Según el desarrollador Daniel Lashin, el equipo habría comunicado con los desarrolladores de Telegram para conseguir la meta de "realizar cientos de solicitudes por minuto".
En abril del mismo año se realizó la prueba privada de la criptomoneda entre expertos y socios cercanos. Algunos testigos señalaron a Vedomosti "que la velocidad de las transacciones es muy rápida". En ese mes Wirecard anunció, en un comunicado de prensa, la alianza con la empresa TON Labs y su interés en participar en la infraestructura. En enero de 2020 las empresas Gett y Farfetch mostraron interés en incorporar a Gram como medio de pago.
Sin embargo, para noviembre de 2021 la criptomoneda de The Open Network se renombró a Toncoin para ser maisifcada en la Europa oriental.

## Bifurcaciones
El 7 de mayo de 2020 TON Labs liberó su análogo Free TON bajo licencia libre. El sistema es una independización del original TON y creado legalmente desde cero tras la incertidumbre del futuro de la plataforma. 170 empresas y particulares firmaron la declaración de descentralización. Una de las diferencias es el cambio de criptomoneda a Crystal que se distribuirá al 85% de los usuarios en lugar de los inversionistas de la judicialmente restringida Gram. Para su distribución se realizaron concursos para desarrolladores que mejoren la infraestructura y realicen tareas contra cuentas falsas hasta finales de mayo.
En agosto de 2020, una comunidad china creó su propio clon a partir de Free TON. Sin embargo, recibió el rechazo de los participantes por intentar suplantar la marca de Telegram. Para evitar futuras confusiones, en noviembre de 2021 se renombró a Everscale así como la reescritura de código a Rust.

## Recepción
El responsable del bloqueo de Telegram en Rusia, Roskomnadzor, incluyó a TON, I2P y TOR como futuras redes de conexión descentralizada y que plantea medidas de bloqueo para mediados de 2020.